# Càrtel Phoebus
El càrtel Phoebus va ser un càrtel per controlar la fabricació i venda de bombetes incandescents. Es van fer amb tot el mercat i van fixar la via útil de les bombetes. Empreses amb seu a Europa i Amèrica van fundar el càrtel el 23 de desembre de 1924 amb l'objectiu que durés trenta anys, del 1925 al 1955. El càrtel va deixar d'operar el 1939 amb motiu de l'esclat de la Segona Guerra Mundial. Formaven part del càrtel els fabricants Osram, General Electric, Associated Electrical Industries, i Philips, entre d'altres.
El càrtel Phoebus va suposar una fita en la història de l'economia global perquè per primera vegada es fixava a gran escala la obsolescència programada per augmentar les vendes i maximitzar el benefici. També va suposar una reducció de la competència en la indústria de la bombeta que es va allargar gairebé quinze anys. Els crítics van acusar el càrtel d'impedir avenços tecnològics haurien permès produir bombetes més duradores. Phoebus tenia la seu a Suïssa. L'empresa es va autoanomenar Phœbus S.A. Compagnie Industrielle pour le Développement de l'Éclairage ("Phoebus, S. A. Companyia Industrial pel desenvolupament de la il·luminació").

## Membres
Osram, Philips, Tungsram, Associated Electrical Industries, ELIN, Compagnie des Lampes, General Electric i el grup GE Overseas van crear i formar el càrtel Phoebus, tenint accions de la corporació suïssa de manera proporcional a les seves vendes de bombetes.
Osram va fundar una organització precursora el 1921, la Internationale Glühlampen Preisvereinigung. Quan Philips i altres fabricants van entrar al mercat americà, General Electric va reaccionar creant la "International General Electric Company" a París. Ambdues organitzacions van coordinar el comerç de patents i la penetració del mercat. L'augment de la competència internacional va conduir a negociacions entre totes les principals empreses per controlar i restringir les seves respectives activitats per no interferir en els àmbits de l'altre.

## Propòsit
El cartel va reduir convenientment els costos operatius i va treballar per estandarditzar l'esperança de vida de les bombetes a les 1.000 hores (menys de 2.500 hores), i va augmentar els preus sense por a la competència. El cartel va provar les seves bombetes per multar als fabricants de bombetes que duraven més de 1.000 hores. Una taula de 1929 incloïa la quantitat de francs suïssos que s'havien de pagar si la vida de les bombetes era superior. El cartel funcionava sense el coneixement dels consumidors.
Alguns enginyers van considerar que l'esperança de vida de 1.000 hores era raonable per a la majoria de les bombetes. Els enginyers van argumentar que la vida útil de la bombeta provocava un augment de la calor i la disminució de la llum si les bombetes superaven les 1.000 hores d'ús. També deien que perdien electricitat. Els consumidors poden adquirir avui bombetes incandescents de llarga durada que duren fins a 2.500 hores; però les bombetes de llarga durada tenen menys eficiència energètica i produeixen menys llum per vat.
El cartel Phoebus va dividir els mercats mundials de bombetes en tres categories:
- Territoris dels països d'origen dels fabricants
- Territoris britànics d'ultramar, sota el control de Associated Electrical Industries, Osram, Philips i Tungsram
- Territori comú, la resta del món

## Dissolució
A finals de la dècada de 1920, una unió d'empreses sueques i daneses planificava un centre de fabricació independent. Les amenaces econòmiques i jurídiques de Phoebus no van aconseguir l'efecte desitjat, i el 1931 els escandinaus van començar a vendre bombetes a un preu considerablement més baix que Phoebus.
Phoebus planejava dissoldre's el 1955, però la Segona Guerra Mundial va alterar profundament el funcionament del càrtel.

## En la cultura popular
- La novel·la de 1973 escrita per Thomas Pynchon Gravity's Rainbow, basada en conspiracions i paranoies, té un capítol sobre el càrtel de Phoebus.[10] Titulat "The Story of Byron the Bulb", presenta una bombeta immortal de ficció portada pel càrtel a Europa.